# 양광도
양광도(楊廣道)는 고려의 행정구역인 5도 양계의 하나로, 양주(현재의 서울 강북지역)와 광주(현재의 서울 강남 지역과 성남시, 하남시, 광주시)의 앞글자를 따서 양광도라는 이름을 붙였다. 1394년(조선 태조 3년)에 충청도로 개칭하였다. 현재의 군사분계선 이남의 경기도와 충청도 및 강원도 일부 지역에 해당한다.

## 같이 보기
- 경상도
- 전라도
- 서해도
- 교주도
- 북계
- 동계 (양계)